# Svatba v Káni galilejské (Paolo Veronese)

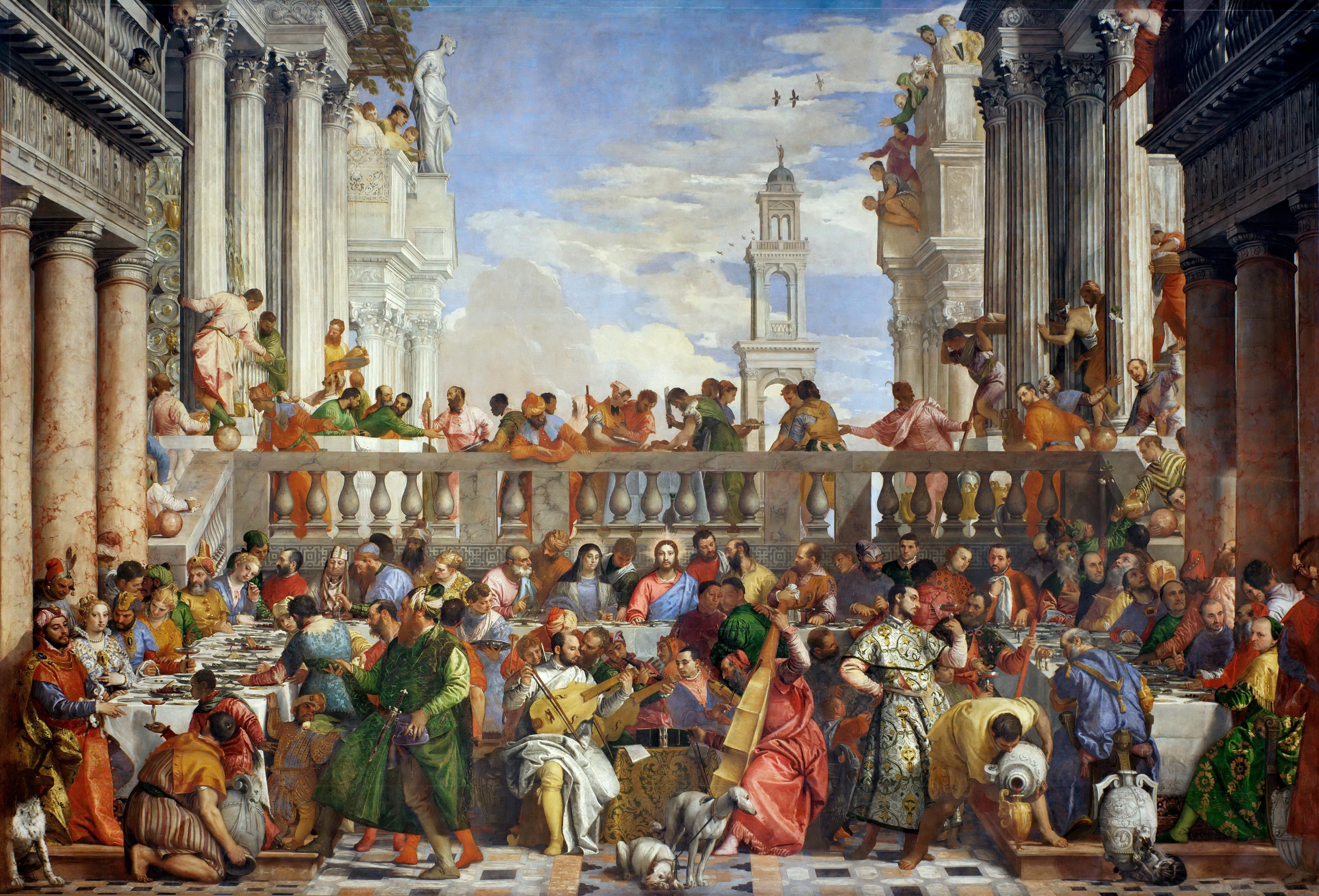
Paolo Veronese, Svatba v Káně galilejské

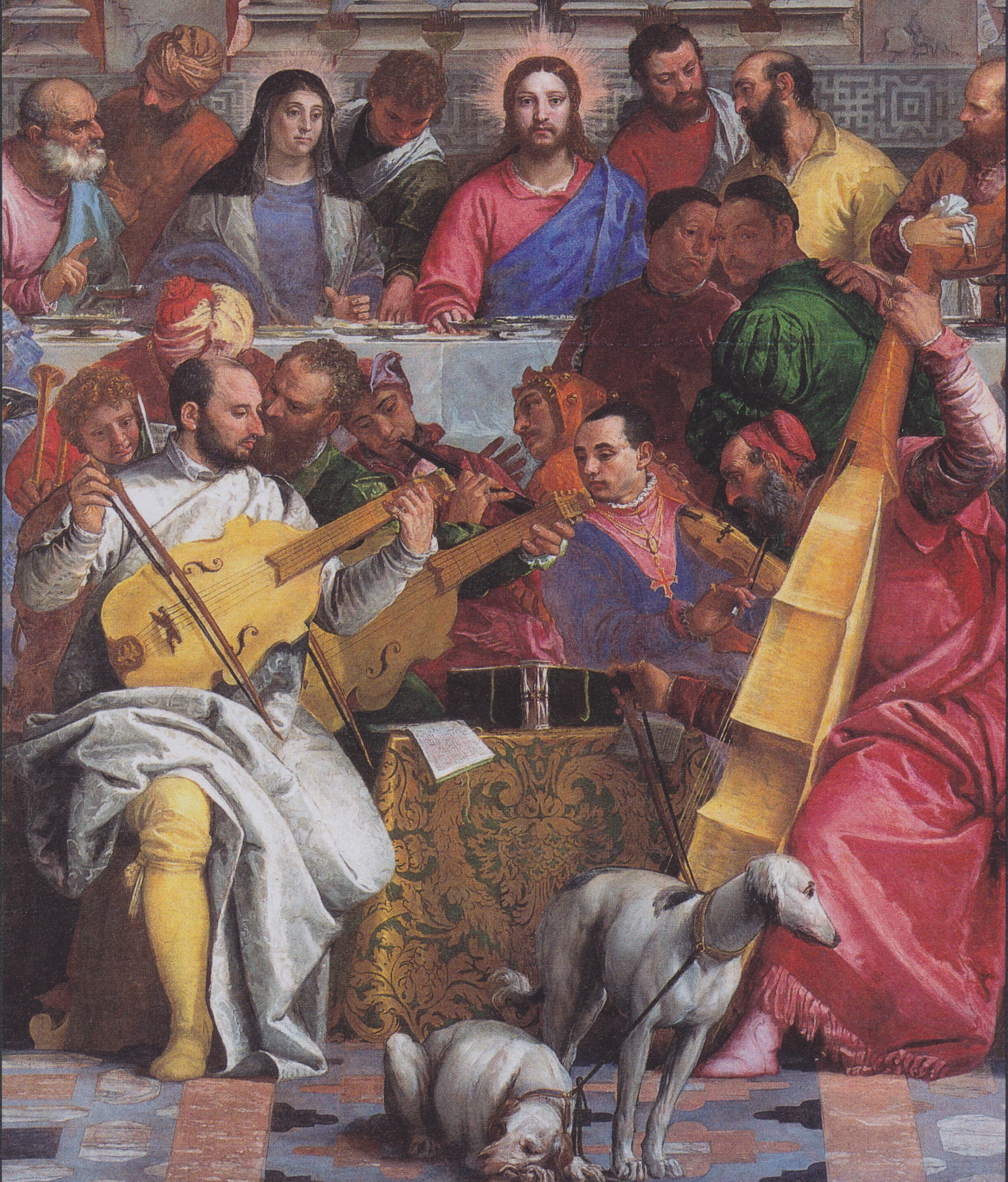
Veronese, Svatba v Káně. Detail s Kristem uprostřed, vlevo dole je Veronese.

Svatba v Káni galilejské je mohutný a detailně propracovaný pozdně renesanční obraz, který stvořil známý malíř Paolo Veronese v letech 1562–1563, krátce po svém příchodu do Benátek. Obraz namaloval olejem na plátno o rozměrech 677 × 994 cm. Nachází se v šestém sále prvního patra v galerii Denon v Louvru pod číslem 142 a je jedním z největších obrazů sbírky.

## Historie obrazu
V roce 1562 bylo Veronesovi třicet čtyři let a dostal jednu ze svých nejvýznamnějších zakázek – namalovat obraz Svatba v Káni Galilejské. Obraz byl objednán benediktiny do refektáře kláštera San Giorgio Maggiore v Benátkách, který stál na malém ostrově naproti Dóžecímu paláci. Refektář projektoval renesanční architekt Andrea Palladio. Podle smlouvy měl být obraz vymalován podrobně a s co největším počtem postav. Měl pokrývat stěnu, která měřila více než 66 metrů čtverečních. Smlouva dále obsahovala požadavek na nejvyšší kvalitu použitých pigmentů a barev, například velice detailní ujednání o modré barvě, která měla obsahovat vzácný a tedy i velmi drahý minerál lapis lazuli. Je patrné, že benediktini na výzdobě kláštera a na oslavě biblického příběhu nešetřili.
Veronese na obrazu pracoval se svými pomocníky 15 měsíců. Monumentální malba je dlouhá skoro deset metrů a zabírá téměř celou plochu stěny. Veronese do obrazu umístil téměř 130 historicky významných postav.
V kostele visel obraz od roku 1563 až do roku 1798, kdy byl ukořistěn Napoleonovou armádou a ve stejném roce byl umístěn v Louvru. Dvě kopie, z nichž jedna je obrovská malba a druhá je zmenšenina, se nacházejí v Benátkách na ostrově San Giorgio Maggiore ve Fondazione Giorgio Cini.

## Popis obrazu

### Motiv
Motiv obrazu je inspirován biblickým výjevem, kdy Ježíš Kristus uskutečnil svůj první zázrak a proměnil vodu ve víno (Jan 2,1–11). Biblické téma Veronese zasadil do soudobých benátských reálií a namaloval na něm více než stovku postav, mezi ně začlenil i svůj portrét a portréty svých kolegů.
Obraz vypadá jako pokračování místnosti a její spojení s jasně modrým nebem. Obrovská malba je zkonstruována jako divadelní scéna, na níž malíř umístil desítky postav mistrovsky zachycených v pohybu. V popředí obrazu dominuje stůl se svatebčany, po stranách jsou schodiště vedoucí na terasu, pozadí tvoří antická kolonáda a efektně namalované nebe. Vizuální efekty a celková harmonie díla vytvářejí pocit pohody a klidu.
Veronese uměl skvěle využívat barvy, především kombinace světlých tónu a bohatých odstínů jasných barev. Byl mistrem vyprávění příběhů na svých obrazech a zakládal si na detailním vypracování postav, které oblékal do bohatých kostýmů, kožešin a klenotů. Na jeho obrazech je znát vliv antického ideálu krásy. Obraz Svatba v Káně Galilejské je jeho mistrovským dílem.

### Postavy
Do přední části obrazu umístil Veronese sám sebe jako hudebníka uprostřed první řady v bílém šatu a s vyhrnutým pláštěm, pod nímž jsou vidět žluté punčochy. Nad ním v zadní řadě pod balustrádou sedí uprostřed stolu Ježíš Kristus, osamocená postava s blaženým výrazem. Nad hlavou má jemně naznačenou svatozář a klid ve tváři. Nevěsta se ženichem jsou zcela vlevo. Celý prostor kolem stolu a nad balustrádou je zaplněn hosty a služebnictvem. Všichni jsou nádherně oblečeni, hodují, gestikulují a veselí se.  
Mezi účastníky svatby se dále nacházejí panna Marie, první učedníci, rodiny novomanželů, ceremoniáři a další hosté. V popředí jsou čtyři muzikanti, kromě Veronese v bílém to jsou portréty jeho kolegů: Jacopo Bassano s violou, Tintoretto s houslemi, Tizian s kontrabasem.
Mezi 130 postavami pozdější výzkumy spatřují portréty slavných vládců renesance, jako byl Karel V., František I. či Sulejman Nádherný. Obraz vypovídá o své době a místě, kdy do Benátek přijížděli významní hosté, vyslanci, politici, princové, a často přebývali v bohatém benediktinském klášteře.